# Харсиев, Алихан Анатольевич
Харсиев Алихан Анатольевич (р. 10 июня 1956 в Джамбуле Казахской ССР) — депутат Государственной думы Российской Федерации VII созыва от Ингушского одномандатного избирательного округа № 13 от партии Единая Россия. Ингушский бизнесмен и меценат. Автор идеи возведения и спонсор строительства 100 метровой ингушской Башни Согласия в г. Магас.

## Биография

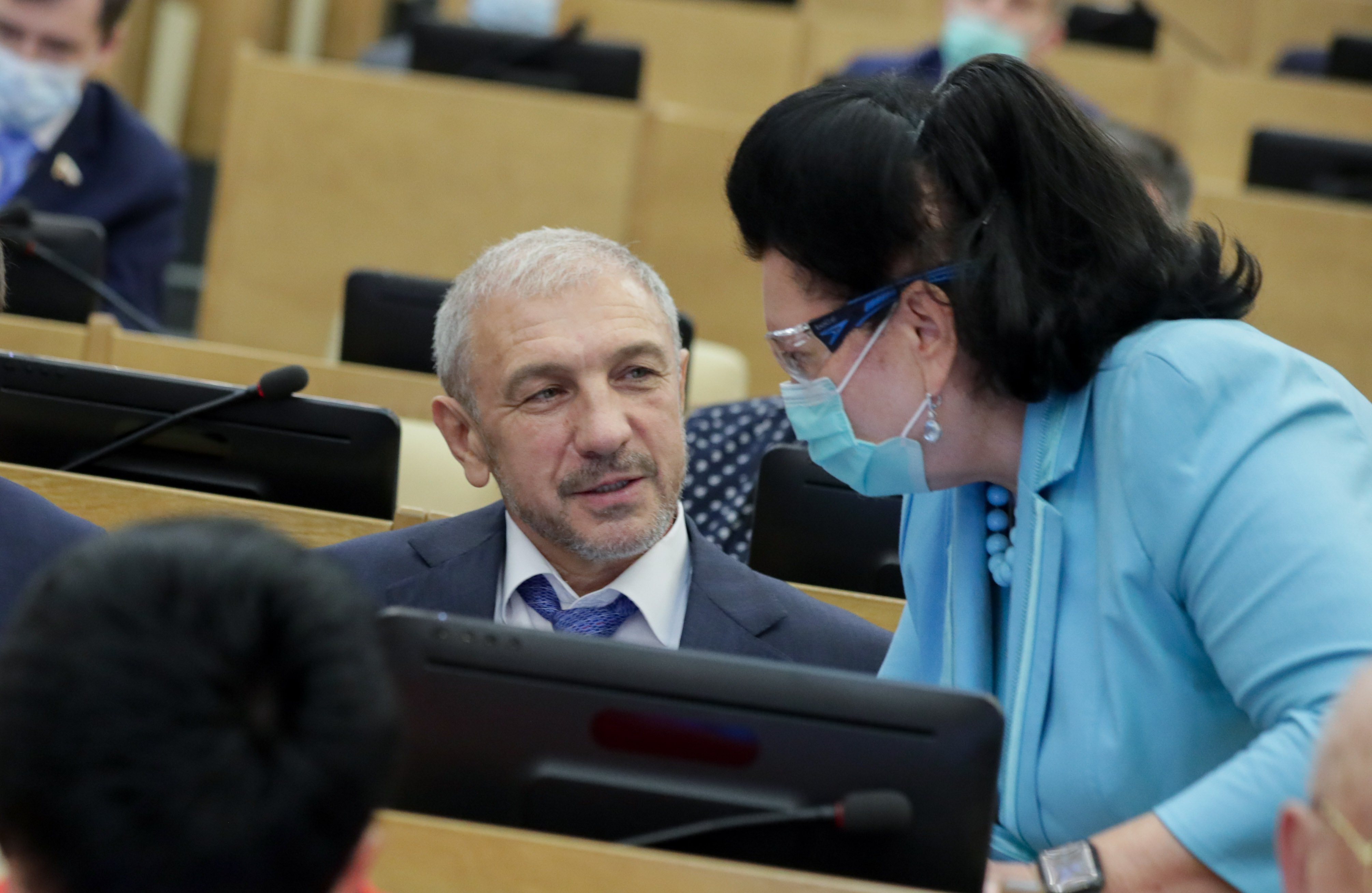
На заседании Государственной думы, 2021 год

В 1981 году закончил Фрунзенский политехнический институт (присвоена квалификация: «инженер-строитель»). После окончания вуза работал на строительных объектах в Чеченской Республике, в том числе лично руководил первым в мире проектом по уплотнению грунта методом гидравлического разрыва. Позже работал в одном из управлений гражданской авиации в Красноярском крае.
С 2001 по 2003 год Алихан Анатольевич являлся помощником депутата Государственной Думы ФС РФ А. А. Аслаханова. С 2003 года являлся советником помощника президента Российской Федерации по вопросам Северо-Кавказского региона А. А. Аслаханова.
В 2002 г. учредил ООО «Фирма "Рус"», которое занялось грузовыми перевозками (в 2009 году компания передана под управление сыну Руслану).
С октября 2005 по 2008 год являлся официальным советником руководителя Росспорта Вячеслава Фетисова. Позднее, в мае 2010 года стал помощником председателя комитета по спорту в Совете Федерации Вячеслава Фетисова.
В 2007 году стал одним из учредителей автономной некоммерческой организации «Спортивный клуб "Нах"» и стал ее руководителем.
С 2009 по 2016 год являлся владельцем и генеральным директором ООО «Сетунь АЛГ», которая занималась арендой офисов и складских помещений в Москве.
В 2016 году выиграл выборы с результатом 70,65 % голосов и стал депутатом Государственной думы VII созыва.
С 2011 года является вице-президентом Федерации спортивной борьбы России, мастер спорта СССР. Является членом попечительского совета Ассоциации работников правоохранительных органов и спецслужб. 

## Законотворческая деятельность
С 2016 по 2019 год, в течение исполнения полномочий депутата Государственной Думы VII созыва, выступил соавтором 66 законодательных инициатив и поправок к проектам федеральных законов.

## Проекты

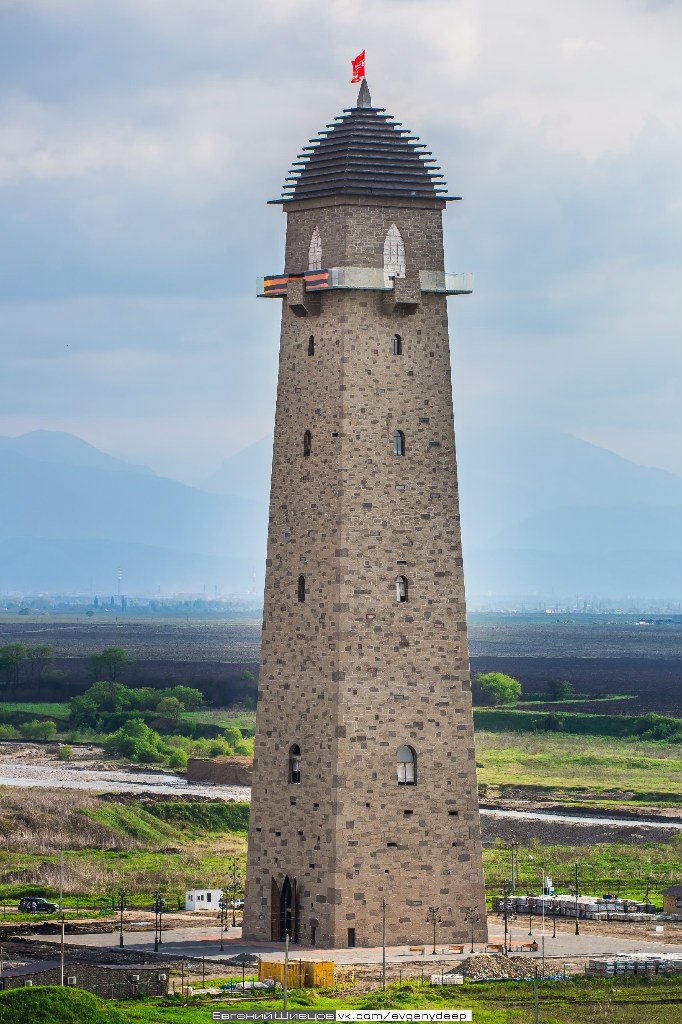

- Строительство спорткомплекса, включающего в себя борцовский зал и шахматный клуб[4].
- Основатель спортивного клуба «Ади-Ахмад».
- Принятие участия в помощи ветеранам ВОВ.
- «Башня согласия» — г. Магас (Высота — 99 метров, по числу имён Всевышнего).

Также планирует возвести в Ингушетии мечеть повторяющую архитектуру древнего ингушского святилища.

## Награды
- Медаль «850-летие Москвы»[8]
- Орден «За обустройство Земли Российской»[8]
- Золотой орден ФИЛА[9]
- «Заслуженный строитель Республики Ингушетия»[5]
- Почетное звание «Меценат года» в Республике Ингушетия (2016 г.)[5]